# Naujanerių apylinkės
Naujanerių apylinkės este o arie protejată (sit de importanță comunitară — SCI) din Lituania întinsă pe o suprafață de 50,68 ha, integral pe uscat.

## Localizare
Centrul sitului Naujanerių apylinkės este situat la coordonatele 54°48′46″N 25°21′20″E / 54.8129°N 25.3556°E.

## Înființare
Situl Naujanerių apylinkės a fost declarat sit de importanță comunitară în septembrie 2021 pentru a proteja un număr necunoscut de specii din flora spontană și fauna sălbatică aflate în arealul zonei.

## Biodiversitate
Situată în ecoregiunea boreală, aria protejată conține 2 habitate naturale: Păduri caducifoliate bătrâne naturale hemiboreale fino-scandinave (Quercus, Tilia, Acer, Fraxinus sau Ulmus) bogate în specii epifite, Păduri pe pante, grohotișuri și ravene de Tilio-Acerion.
La baza desemnării sitului se află un număr nedeclarat de specii protejate.